# Pilín León
Carmen Josefina León Crespo oder Pilín León (* 19. Mai 1963 in Maracay, Aragua) ist ein Model, eine Schönheitskönigin aus Venezuela und die Miss World 1981.

## Karriere
León wurde am 12. November 1981 in London zur Miss World gekürt. Sie war nach Carmen Duijm Zubillaga 1955 die zweite Titelträgerin aus Venezuela. Pilín León belegte bei den nationalen Misswahlen hinter Irene Sáez, der späteren Miss Universe, Rang zwei und konnte dadurch am Finale in London teilnehmen und trat die Nachfolge von Kimberley Santos an. Sie war die erste prominente Persönlichkeit, welche die Weihnachtslichter in der Londoner Oxford Street entzünden durfte. 1982 wurde Pilín León von Mariasela Álvarez aus der Dominikanischen Republik abgelöst.